# دسته-آ ۱۹۹۸
آمار مرتبط با لیگ دسته-آ بوتان در فصل سال ۱۹۹۸.

## بررسی اجمالی
باشگاه فوتبال دروک پول برنده این دوره از مسابقات شد.